# Тариф (остров)
Тарифа, Исла-де-Тарифа или Паломас (исп. Isla de las Palomas) — небольшой остров (в некоторых источниках полуостров) в Гибралтарском проливе Средиземного моря, находится в комарке Кампо-де-Гибралтар провинции Кадис (Андалусия) напротив города Тарифа.
В 711 г. берберский военачальник Тариф ибн Маллук высадился на этот остров, на котором находилась одна из древних римских крепостей. Остров назвали по имени завоевателя и превратили в грозную крепость. Расположение крепости и города Тарифа всегда имело стратегическое значение, которое усилилось в момент передачи Гибралтара Великобритании в 1704 году.
Остров был соединён с Пиренейским полуостровом дамбой с дорогой в 1808 году. В южной части Паломаса находится мыс Марроки — самая южная точка континентальной Европы, на которой установлен маяк.

## Галерея
- Вид на остров со спутника
- Карта 1813 года
- Маяк на мысе Марроки
- Автомобильный мост на остров